# 阿姬眼蝶屬
阿姬眼蝶屬（學名：Argynnina）是眼蝶亞科眼蝶族珍眼蝶亞族中的一個屬。物種分佈於澳大利亞東南部和塔斯馬尼亞。

## 物種
- 西利爾阿姬眼蝶 A. cyrila
- 阿姬眼蝶 A. hobartia

## 文獻
- Common IFB, and Waterhouse DF. 1981. Butterflies of Australia. CSIRO Publications, East Melbourne.
- 寿建新、周尧、李宇飞. . 中國: 陝西科學技術出版社. 2006年4月1日. ISBN 9787536936768 （中文（简体））.

## 外部連結
- 维基共享资源上的相關多媒體資源：阿姬眼蝶屬